# Roberto Cinquini
Roberto Cinquini (* 14. Juli 1924 in Rom; † 18. Juli 1965) war ein italienischer Filmeditor.
Roberto Cinquini war der Sohn des Filmproduzenten Alberto Cinquini und der Schauspielerin Gina Moneta und war von Mitte der 1940er Jahre bis zu seinem Tod 1965 als Filmeditor tätig. Insgesamt war er bei 88 Produktionen für den Filmschnitt verantwortlich. Er betätigte sich auch als Regieassistent.

## Filmografie (Auswahl)
- 1951: O.K. Nero (O.K. Nerone)
- 1954: Orientexpress (Orient Express)
- 1954: Semiramis, die Kurtisane von Babylon (La cortigiana di Babilonia)
- 1957: Der Vampir von Notre Dame (I vampiri)
- 1959: Die Vergeltung des roten Korsaren (Il figlio del corsaro rosso)
- 1959: Wolgaschiffer (I battellieri del Volga)
- 1959: Unter glatter Haut (Un maledetto imbroglio)
- 1959: Der Rebell von Samara (Il Vendicatore)
- 1960: Es war Nacht in Rom (Era notte a Roma)
- 1960: Kapo (Kapò)
- 1960: Maciste, der Rächer der Pharaonen (Maciste nella valle dei re)
- 1961: Scheidung auf italienisch (Divorzio all’italiana)
- 1961: Zwei in einem Stiefel (Il federale)
- 1963: Mondo di notte – Welt ohne Scham (Mondo di notte n. 3)
- 1964: Für eine Handvoll Dollar (Per un pugno di dollari)
- 1964: Sallah – oder: Tausche Tochter gegen Wohnung (Sallach Shabati)
- 1964: Die letzten Zwei vom Rio Bravo (Le pistole non discutono)
- 1964: Schnelle Colts für Jeannie Lee (Sfida a Rio Bravo)
- 1964: Die Stunde der harten Männer (Ercole, Sansone Maciste e Ursus gli invincibili)
- 1965: 7 goldene Männer (7 uomini d’oro)